# Cominella quoyana
Cominella quoyana är en snäckart. Cominella quoyana ingår i släktet Cominella och familjen valthornssnäckor.

## Bildgalleri

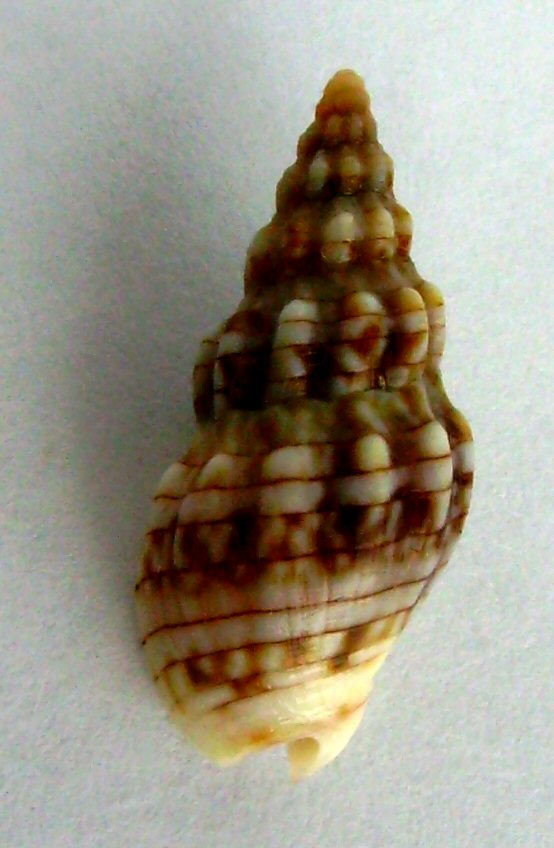
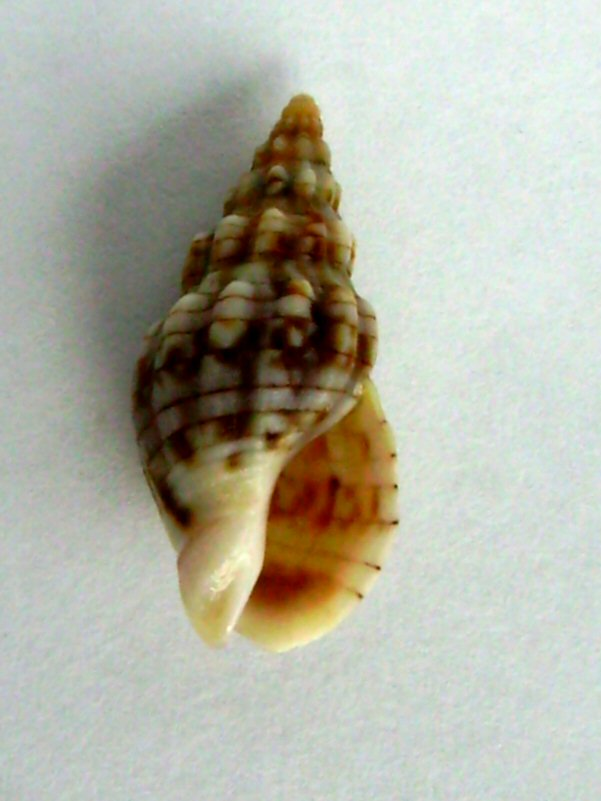